# Barra Grande (Santa Catarina)

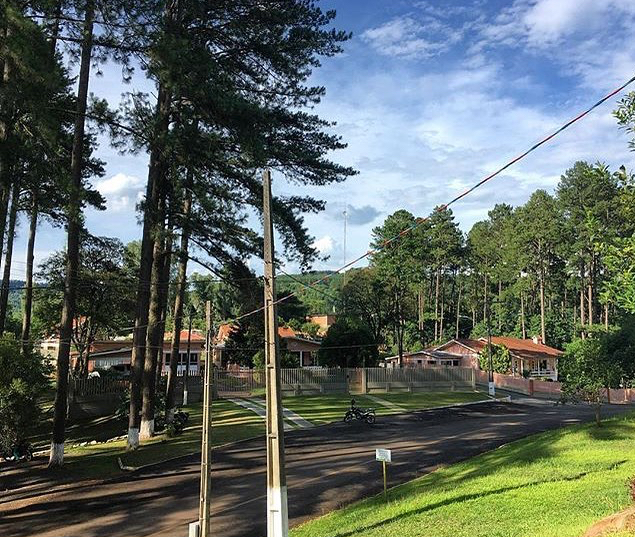
Casas da região de Vila Abrasa.

Barra Grande é um distrito do município de Faxinal dos Guedes, no estado de Santa Catarina, região sul do Brasil. Foi criado pela lei estadual nº 963, de 15 de maio de 1964. É caracterizado por ser um vilarejo distante cerca de 10 km da sede do município, Faxinal dos Guedes. Possuía, em 2010, segundo o censo demográfico do IBGE, aproximadamente 1625 habitantes, sendo 684 no vilarejo sede, 315 na vila Abrasa, 130 nas localidades rurais de Alto Alegre, Fortaleza e Uvaranas, e 496 distribuídos entre as localidades rurais de Florestal, Cerro Azul, Nova Sarandi e Salto Belém. 
O distrito é uma importante localidade para o município, por sua concentração industrial. Destaca-se na economia local pela produção de papel e embalagens. 

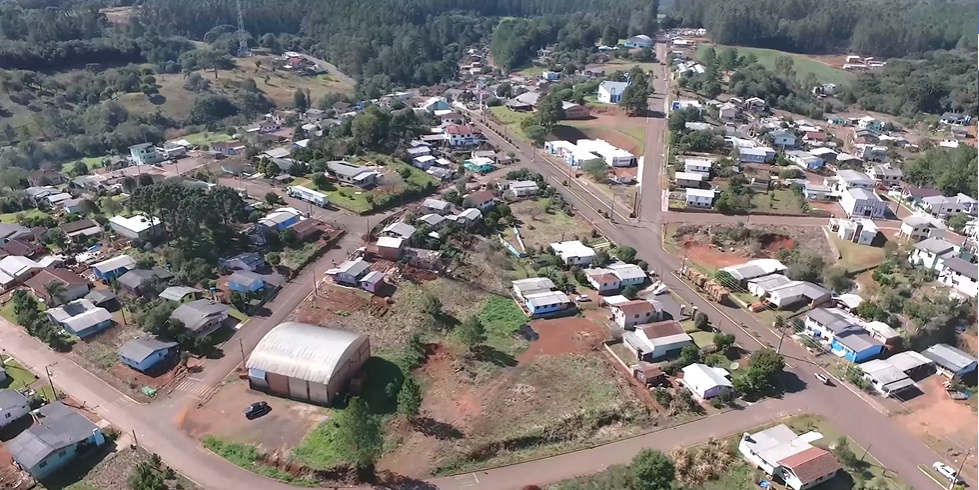
Vista aérea do Distrito de Barra Grande.